# محمد علی (کشتی‌گیر)
محمد علی (انگلیسی: Muhammad Akhtar؛ زادهٔ ۱۱ سپتامبر ۱۹۳۰) کشتی‌گیر اهل پاکستان بود.